# Clayton Daniel Mote Jr.
Clayton Daniel Mote Jr. (São Francisco, Califórnia, 5 de fevereiro de 1937) é um engenheiro mecânico estadunidense, atual presidente da Academia Nacional de Engenharia dos Estados Unidos. Foi presidente da Universidade de Maryland de setembro de 1998 a agosto de 2010. De 1967 a 1991 Mote foi professor de engenharia mecânica da Universidade da Califórnia em Berkeley. Mote é um juiz do Prêmio de Engenharia Rainha Elizabeth.
Recebeu a Medalha ASME de 2011.